# Lubrificação

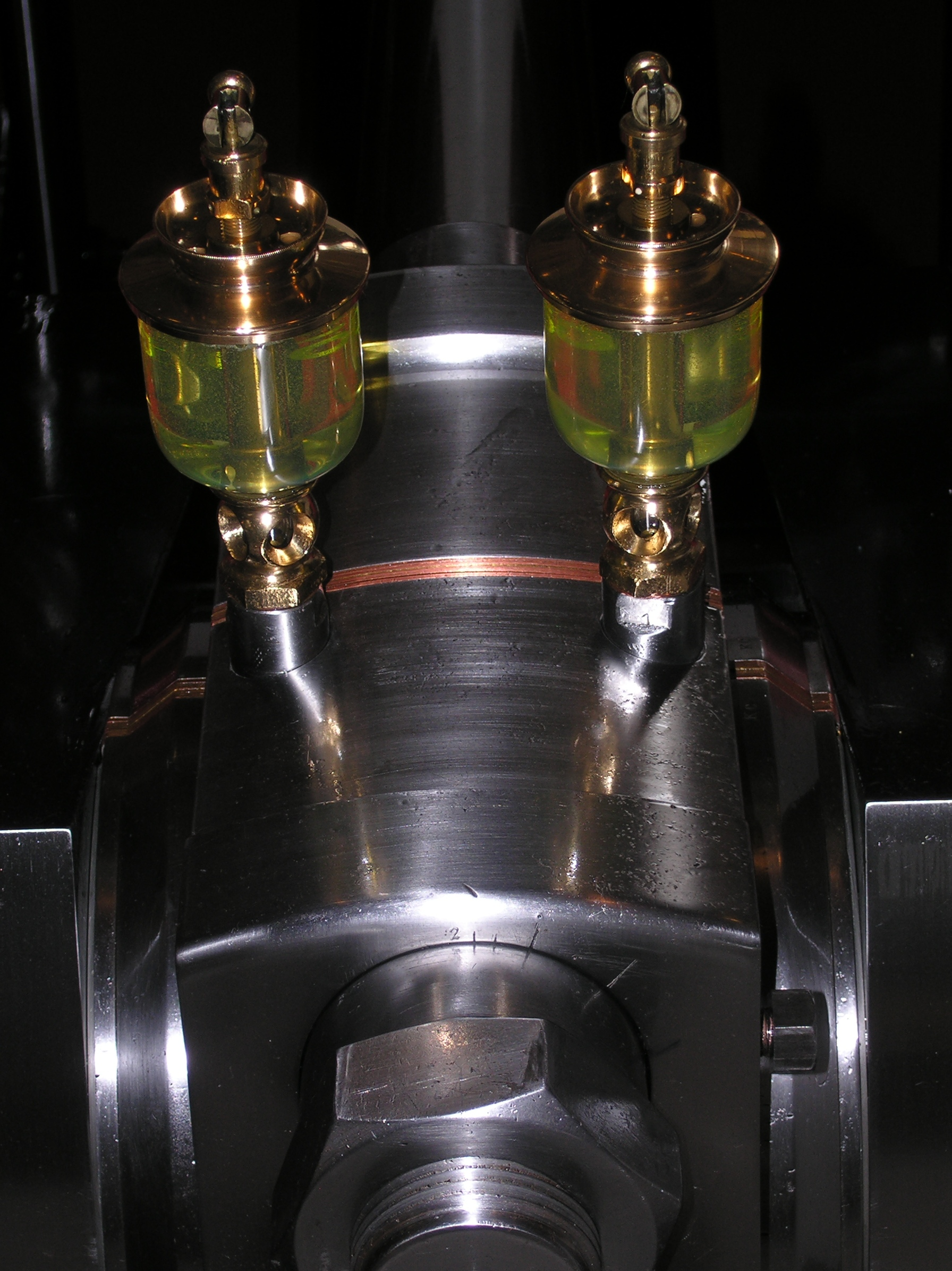
Exemplo de lubrificação num motor a vapor.

Lubrificação é o processo ou técnica utilizada na aplicação de uma camada chamada lubrificante com a finalidade de reduzir o atrito e o desgaste entre duas superfícies sólidas em movimento relativo separando-as parcialmente ou completamente. Além de separar as superfícies, a camada também tem a função de retirar do sistema o calor e detritos gerados na interação das superfícies. Esta camada lubrificante pode ser constituída por uma variedade de líquidos, sólidos ou gases, puros ou em misturas.

## Regimes de lubrificação
Quando existe um movimento relativo entre duas superfícies próximas entre si pode existir um atrito. O mecanismo deste atrito assume características distintas em função da rugosidade das superfícies e da distância entre elas. Para definir o tipo de regime de lubrificação usa-se a razão entre a distância entre as superfícies de deslizamento e a rugosidade combinada das superfícies de deslizamento.

### Lubrificação hidrodinâmica
A lubrificação hidrodinâmica é considerada uma das áreas mais importantes da atrito. Este tipo de lubrificação ocorre quando duas superfícies em movimento relativo são separadas por uma película de um fluido lubrificante. O regime de lubrificação hidrodinâmica acontece quando a espessura do filme de fluido lubrificante entre as superfícies deslizantes é maior que três vezes a rugosidade combinada das duas superfícies. Sua conceituação e caracterização é atribuída a três pesquisadores: Nicolai Petrov (1836-1920), Beauchamp Tower (1845-1904) e Osborn Reynolds (1842-1912). Eles perceberam que o mecanismo que existe neste tipo de lubrificação não era devido à interação mecânica de superfícies sólidas, como se acreditava na época, mas sim devido ao filme de fluido que as separava - este é o aspecto fundamental da lubrificação hidrodinâmica. Os fundamentos teóricos e experimentais foram firmemente estabelecidos num curto período de tempo, entre 1883-1886. Todavia, foi o físico britânico Osborne Reynolds (1842 - 1912) que traduziu os resultados experimentais em linguagem matemática, desenvolvendo uma equação de derivadas parciais (também chamada de equação de Reynolds em sua homenagem) que tem sido a base para a grande maioria dos desenvolvimentos nesta área, gerando um grande número de pesquisas até os dias de hoje.

### Lubrificação marginal
É a forma mais extrema de lubrificação. Isto acontece quando a espessura do filme de fluido lubrificante entre as superfícies deslizantes é menor que a rugosidade combinada das duas superfícies. Neste caso existe contato metal/hidráulico e a força de sustentação da carga é suportada pelo contato entre as asperezas lubrificadas. Neste caso não existe pressão hidrodinâmica, mas sim pressão devido ao contato entre as asperezas das duas superfícies. Neste regime o comportamento da junta lubrificada não é completamente governado pela equação de Reynolds e aplica-se os conceitos de contato mecânico as interações entre as asperezas. Este tipo de regime de lubrificação acontece devido a dois motivos: Carga excessiva ou uma baixa velocidade relativa entre as superfícies. Geralmente causa danos às superfícies e falha prematura da peça em questão.

## Lubrificação
Para o contato entre corpos não conformes ou altas pressões de contato o filme hidrodinâmico não suporta todo o carregamento da junta lubrificada. Os corpos em contato deformam-se dentro da zona elástica, como em contato Hertziano, e a carga é parcialmente suportada também pelo material. Nestas condições, a viscosidade do fluido tende a aumentar significativamente. A condição de lubrificação elastohidrodinâmica (EHD) pode gerar a separação completa entre as superfícies, provendo filmes de espessura entre 0.025 e 1.25 μm, entretanto é muitas vezes relacionada com uma condição de lubrificação mista, onde existe contato entre parte das asperezas.
O mecanismo de lubrificação EHD é normalmente encontrado em sistemas mecânicos sujeitos a maiores esforços e maiores velocidades, como mancais de rolamento, engrenagens, mecanismos came-seguidor, CVTs toroidais, entre outros.

### Lubrificação mista
É comum classificar os modos de lubrificação como marginal ou hidrodinâmico. Porém, é sabido que uma considerável proporção de mancais pode trabalhar com uma mistura de ambos os mecanismos ao mesmo tempo. Um mancal hidrodinâmico pode ter algumas regiões de suas superfícies de deslizamento muito próximas, onde interações superficiais e lubrificação marginal contribuem para o atrito total do mancal e as características de desgaste das mesmas são superpostas às das regiões de lubrificação hidrodinâmica. Este modo de lubrificação é encontrado em engrenagens, mancal de esferas (rolamento), retentores e até mesmo em mancais de deslizamento convencionais. Hoje é reconhecido que é difícil eliminar os efeitos da lubrificação hidrodinâmica em experimentos com lubrificação marginal e efeitos 'marginais' ocorrem em experimentos de lubrificação hidrodinâmica mais frequentemente do que é geralmente reconhecido. Isto indica a importância crescente do reconhecimento e estudo do regime de lubrificação mista. Este regime de lubrificação acontece quando a espessura do filme lubrificante é entre uma e três vezes maior que a rugosidade combinada das duas superfícies. Neste caso parte da peça (mancal) opera no regime hidrodinâmico e parte no regime marginal.